# Michel Belligny
Michel Marie Belligny est un homme politique français né et mort à une date inconnue.
Juge de paix à Caudebec, il est élu député de la Seine-Inférieure au Conseil des Cinq-Cents le 22 germinal an V. Il sort de l'assemblée en l'an VII.

## Sources
- « Michel Belligny », dans Adolphe Robert et Gaston Cougny, Dictionnaire des parlementaires français, Edgar Bourloton, 1889-1891 [détail de l’édition]